# 1624

## أحداث
- تأسيس مدينة غواكارا [الإنجليزية] وتقع حاليا في فنزويلا.
- تأسيس مدينة نيويورك وتقع حاليا في الولايات المتحدة.
- 14 يناير - بعد 90 عاما من السيطرة العثمانية، الامبراطورية الصفوية تستعيد بغداد.
- انعقد اجتماع مجلس عام يضم 70 رجلا من نخبة علماء الأباضية ووجهائها في قرية قصرى في منطقة الرستاق من عُمان وانتهى إلى إجماع على مرشح جديد وهو ناصر بن مرشد اليعربي كأول امام للدولة اليعربية في عُمان.

## مواليد
- غوارينو غواريني
- يوهان جيورج ألبيني الكبير

### أبريل
26 أبريل - محمد بن الحسن الحر العاملي، عالم دين وفقيه ومرجع ومُحدِّث شيعي لبناني.

## وفيات
- اربنيوس
- جاسبار بوهين
- محمد بن علي الوجدي، شاعر وأديب وموسيقي مغربي.